# Mykołajiwka (rejon geniczeski)
Mykołajiwka (ukr. Миколаївка) – wieś na Ukrainie, w obwodzie chersońskim, w rejonie geniczeskim, w hromadzie Geniczesk. W 2001 liczyła 578 mieszkańców.